# Mário Corino da Costa de Andrade
Mário Corino da Costa Andrade (Moura, 10 de junio de 1906 - Oporto, 16 de junio de 2005) fue un neurólogo portugués. Estudió medicina en la Universidad de Lisboa entre 1923 y 1929, posteriormente se especializó en neurología. En 1952 describió una nueva enfermedad, la polineuropatía amiloidótica familiar tipo I, que en su honor recibe el nombre de enfermedad de Andrade. Realizó también diferentes investigaciones sobre la enfermedad de Machado-Joseph que se presenta con relativa frecuencia en las islas Azores. En 1975 junto a un grupo de personalidades de la universidad de Oporto fundó el Instituto de Ciencias Biomédicas Abel Salazar, en honor al médico e investigador Abel de Lima Salazar (1889-1946)